# Union pour la démocratie française

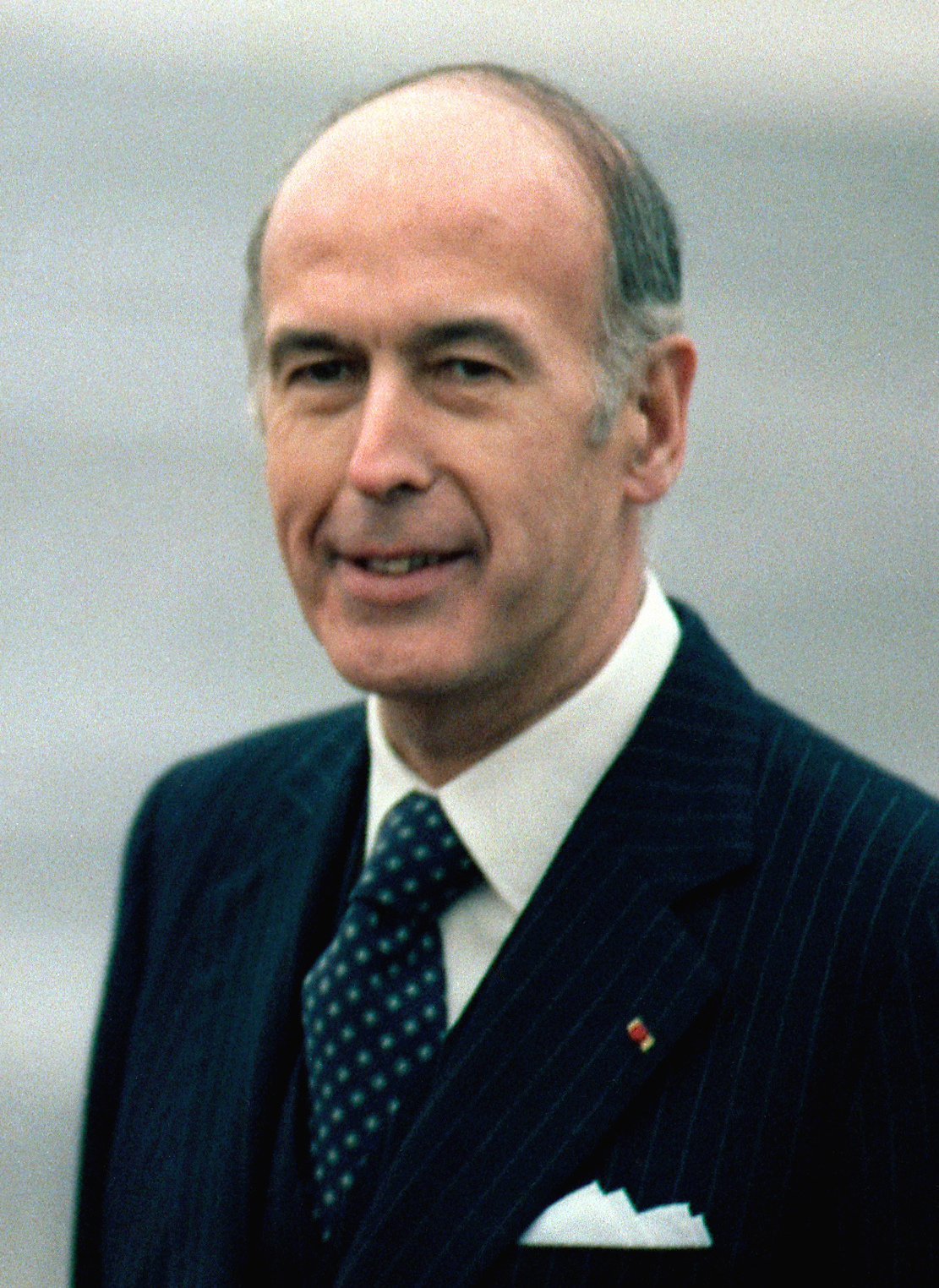
Valéry Giscard d'Estaing

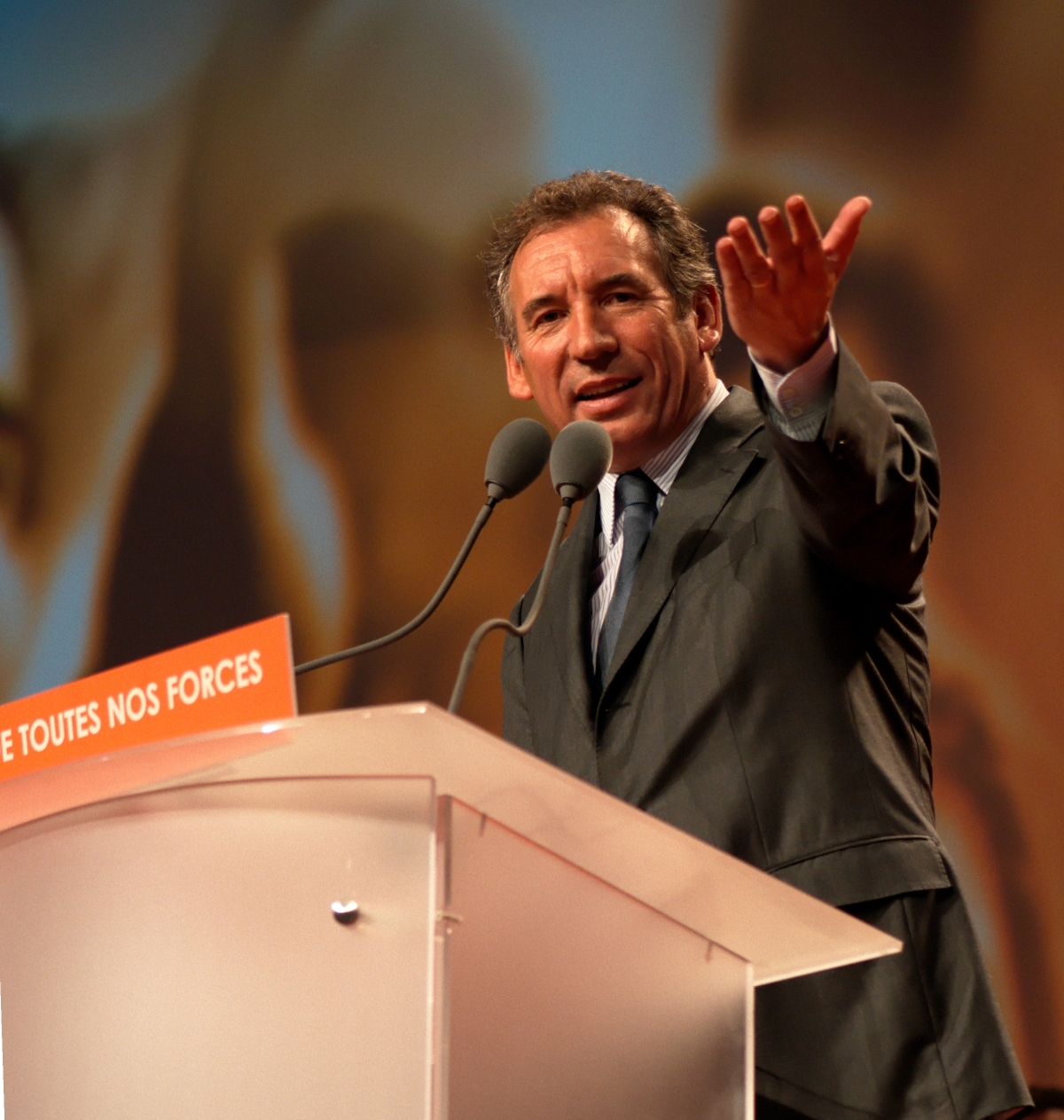
François Bayrou

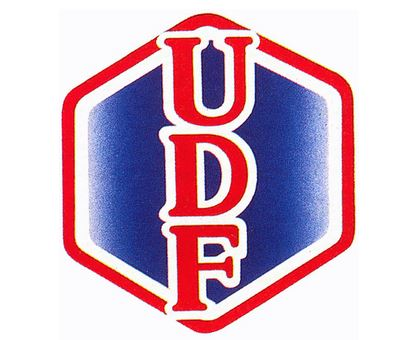
Logo uit 1978

De Union pour la démocratie française (UDF, Nederlands: Unie voor Franse democratie) was een Franse politieke partij, die in 2007 opging in de Mouvement démocrate (MoDem). Het was een christendemocratische partij, die een politiek van het centrum volgde.
De Union pour la démocratie française kwam in 1978 op initiatief van president Giscard d'Estaing tot stand als fusie van verschillende centrum- en centrumrechtse partijen, die niet gaullistisch waren en Giscard d'Estaing steunden voor een herverkiezing, omdat zij hem prefereerden boven een gaullist. De UDF is gedurende de hele tijd in het Franse parlement vertegenwoordigd geweest.
De naam 'Union pour la démocratie française' is afgeleid van een boektitel van Giscard d'Estaing: 'Démocratie française'.

## Samenstelling en ideologie
De volgende partijen gingen in de UDF op:
- Parti républicain PR - De partij veranderde van naam in Démocratie liberale DL en trad in 1998 uit de UDF om onderdeel te worden van de Union pour un mouvement populaire UMP.
- Centre des démocrates sociaux CDS - De partij volgde de politiek van de Mouvement républicain populaire, is in 1976 ontstaan uit een fusie tussen Centre démocrate en Centre démocratie et progrès en is in 1995 overgegaan in de Force démocrate FD.
- Mouvement Démocrate Socialiste de France MDSF - De partij heette later Parti social-démocrate PSD en was een afsplitsing van de Parti socialiste. De partij was daarna onderdeel van de Force démocrate.
- Parti radical valoisien PRV of Républicains radicaux et radicaux-socialistes - Deze partij fuseerde in 2002 met de Rassemblement pour la République RPR en andere centrumrechtse partijen tot de Union pour un mouvement populaire UMP.
- Fédération nationale des Clubs perspectives et réalités CPR - Deze partij werd later Parti populaire pour la démocratie française PPDF en vervolgens Convention démocrate CD, maar trad in 2002 uit de UDF en is daarna in de UMP opgegaan.

De Union pour la démocratie française was voor een sterk Europa en streefde naar een federaal Europa. De UDF maakte tot 2004 deel uit van de Europese Volkspartij, maar in 2004 was de partij samen met de Italiaanse La Margherita medeoprichter van de Europese Democratische Partij. Bij de Europese Parlementsverkiezingen van 2004 behaalde de UDF 12% van de stemmen. De UDF heeft elf afgevaardigden in het Europees Parlement. De UDF bevecht het euroscepticisme.
Ideologisch gezien is de Union pour la démocratie française voornamelijk centrumrechts. Iedereen en iedere politieke partij kan tot de UDF toetreden, tenzij men extreemrechts is. De UDF is echter niet gaullistisch. Op economisch gebied zijn er UDF'ers, die een economie van sociale gerechtigheid nastreven, maar ook UDF'ers, die een laisser-faire economie voorstaan. Naast kritiek op het leiderschap van Bayrou, was de onduidelijke economische koers van de UDF een van de redenen van de Démocratie libérale, die laisser faire waren georiënteerd, om uit de UDF te treden.

## Geschiedenis
De partij werd na haar oprichting door Giscard d'Estaing, Jean Lecanuet en Raymond Barre geleid. René Monory was als lid van de Union pour la Démocratie Française tussen 1978 en 1981 minister van Financiën in de regering van Raymond Barre. Simone Veil was van 1995 tot 1997 lid van de UDF.
De huidige partijvoorzitter, François Bayrou, liet in 1998 voor het eerst van zich horen. Hij verzette zich hevig tegen samenwerking met het extreemrechtse Front national FN van Jean-Marie Le Pen, terwijl sommige leden van de Union pour la Démocratie Française wel met die partij wilden samenwerken. Sindsdien kreeg de stroming rond Bayrou de overhand en werd iedere samenwerking met het Front National uitgesloten. Bayrou werd kort daarop voorzitter van de UDF. De Démocratie libérale, die niet geheel afwijzend stond tegenover samenwerking met het FN, trad daarop met haar voorzitter Alain Madelin uit de UDF. Een deel van de Démocratie libérale zag deze zet van Madelin niet zitten en bleven binnen het UDF. Zij richtten de Pôle républicain indépendant et libéral PRIL op.
Tijdens het Partijcongres van 1998 in Rijsel werd het voorstel van Bayrou om de unie om te zetten in een partij door de Force démocrate en de PRIL gesteund. De PRV en de PPDF verwierpen het idee en legden de nadruk op de zelfstandigheid van hun partijen en de intentie om zelfstandig te blijven en bleven  voorlopig zelfstandig binnen de UDF. De UDF begon in 1999 begon een eigen lijst, los van de lijstverbinding met de RPR en de DL voor de Europese verkiezingen van dat jaar. De steeds lossere verhouding met de RPR van Chirac, dit ondanks het feit dat de UDF een coalitiepartner was in de regering-Raffarin, leidde tot protesten binnen de UDF en ook tot kritiek op partijvoorzitter Bayrou. Veel leden van de UDF, waaronder een groot deel van de PRV en PPDF, besloten in 2002 zich aan te sluiten bij Chiracs Union pour un mouvement populaire (UMP). De groep rondom François Bayrou raakte hierdoor geïsoleerd. Ondanks dit alles bleef de UDF in de regering en maakte ook deel uit van de regering-de Villepin.
De afvaardiging van de UDF in het parlement, in de Nationale Vergadering noemde zich vanaf 1998 la Nouvelle UDF. Er werden bij de Franse parlementsverkiezingen van 2002 voor de Union pour la Démocratie Française 29 leden in het parlement gekozen.
François Bayrou en tien andere UDF-parlementsleden stemden op 16 mei 2006 vóór een motie van wantrouwen van de Parti socialiste gericht tegen premier de Villepin. De motie haalde overigens niets uit daar de regeringspartij Union pour un mouvement populaire (UMP) een meerderheid in het parlement bezat. Bayrou en de tien anderen werden vervolgens door de pers gezien als een oppositiepartij, en niet zoals voorheen, als een partij pro UMP.
Gilles de Robien maakte in april 2007 bekend dat hij bij de presidentsverkiezingen zijn steun niet aan François Bayrou zou geven maar aan Nicolas Sarkozy van de concurrerende UMP.
Bayrou kondigde op 25 april 2007, in de aanloop van de Franse parlementsverkiezingen van dat jaar, de vorming aan van een partij die de Union pour la démocratie française moest opvolgen: Mouvement démocrate MoDem, Democratische Beweging. De partij kwam op 10 mei van de grond. De meerderheid van de UDF-parlementsleden zagen niets in de nieuwe partij en sloten zich bij het Nouveau Centre NC aan, dat een alliantie vormde met de UMP van Sarkozy, terwijl MoDem onafhankelijk bleef opereren. Zowel het Nouveau Centre en MoDem zijn partijen uit het politieke centrum.
Er werd ter gelegenheid van de gedeeltelijke omvorming van de unie tot een partij in 1998 een jongerenbeweging, Jeunes UDF, opgericht. Lidmaatschap was er voor jongeren tussen de 16 en 35 jaar. Hun voorzitter was Arnaud de Belenet.

## Voorzitters
- Jean Lecanuet - 1978-1988
- Valéry Giscard d'Estaing - 1988-1996
- François Léotard - 1996-1998
- François Bayrou - 1998-2007

## Verkiezingsresultaten voor de Nationale Vergadering en het Europees Parlement
De Union pour la démocratie française heeft meegedaan bij de Franse parlementsverkiezingen en bij de verkiezingen voor het Europese Parlement.

### Europees parlement
| jaar | %     | zetels |
| ---- | ----- | ------ |
| 2004 | 11,96 | 11     |
| 1999 | 9,28  | 9      |
| 1994 | 25,58 | 14     |
| 1989 | 28,88 | 11     |
| 1984 | 43,02 | 21     |
| 1979 | 27,61 | 25     |

Samenstelling per 27 juli 2019 
 De deelnemende partijen met de meeste zetels worden genoemd, alleen de partijen met een enkele zetel binnen de fractie ontbreken.